# Camille Séri
Camille Séri (* 1. Mai 1999 in Suresnes) ist eine französische Leichtathletin, die im Sprint und im Hürdenlauf an den Start geht.

## Sportliche Laufbahn
Erste Erfahrungen bei internationalen Meisterschaften sammelte Camille Séri im Jahr 2017, als sie bei den U20-Europameisterschaften in Grosseto mit 59,25 s im Halbfinale im 400-Meter-Hürdenlauf ausschied. Bei den U23-Europameisterschaften in Tallinn schied sie mit 57,01 s ebenfalls im Semifinale aus und gewann mit der französischen 4-mal-400-Meter-Staffel in 3:30,33 min die Silbermedaille hinter dem Team aus Tschechien. Im Jahr darauf startete sie bei den Mittelmeerspielen in Oran und gewann dort in 56,01 s die Silbermedaille hinter der Italienerin Rebecca Sartori. Anschließend kam sie bei den Europameisterschaften in München im Halbfinale nicht ins Ziel. 2023 wurde sie bei der 1. Liga der Team-Europameisterschaft im Rahmen der Europaspiele in Chorzów mit 56,99 s Vierte im B-Lauf über 400 m Hürden. Anschließend belegte sie bei den Weltmeisterschaften in Budapest in 3:28,35 min den neunten Platz in der 4-mal-400-Meter-Staffel. Bei den World Athletics Relays 2024 in Nassau kam sie in der 4-mal-400-Meter-Staffel zum Einsatz und im Jahr darauf belegte sie bei den Halleneuropameisterschaften in Apeldoorn in 3:25,80 min den fünften Platz.
2022 wurde Séri französische Meisterin im 400-Meter-Hürdenlauf sowie 2022 und 2023 Hallenmeisterin über 400 Meter.

## Persönliche Bestleistungen
- 400 Meter: 52,72 s, 16. Juni 2025 in Troyes
  - 400 Meter (Halle): 52,18 s, 18. Februar 2024 in Miramas
- 400 m Hürden: 55,79 s, 28. Mai 2022 in Oordegem